# Одеса (Міннесота)
Одесса (англ. Odessa) — місто (англ. city) в США, в окрузі Біг-Стоун штату Міннесота. Населення — 103 особи (2020).

## Географія
Одесса розташована за координатами 45°15′43″ пн. ш. 96°19′51″ зх. д. / 45.26194° пн. ш. 96.33083° зх. д. (45.262050, -96.330894).  За даними Бюро перепису населення США в 2010 році місто мало площу 1,94 км², уся площа — суходіл. В 2017 році площа становила 2,50 км², уся площа — суходіл.

## Демографія
Згідно з переписом 2010 року, у місті мешкало 135 осіб у 58 домогосподарствах у складі 39 родин. Густота населення становила 70 осіб/км².  Було 68 помешкань (35/км²).
Расовий склад населення:
| - 100,0 % — білих |

До двох чи більше рас належало 0,0 %. Частка іспаномовних становила 3,0 % від усіх жителів.
За віковим діапазоном населення розподілялося таким чином: 18,5 % — особи молодші 18 років, 59,3 % — особи у віці 18—64 років, 22,2 % — особи у віці 65 років та старші. Медіана віку мешканця становила 48,1 року. На 100 осіб жіночої статі у місті припадало 121,3 чоловіків;  на 100 жінок у віці від 18 років та старших — 115,7 чоловіків також старших 18 років.
Середній дохід на одне домашнє господарство  становив 53 832 долари США (медіана — 55 625), а середній дохід на одну сім'ю — 49 772 долари (медіана — 39 375). За межею бідності перебувало 11,3 % осіб, у тому числі 22,2 % дітей у віці до 18 років та 3,6 % осіб у віці 65 років та старших.
Цивільне працевлаштоване населення становило 77 осіб. Основні галузі зайнятості: будівництво — 18,2 %, освіта, охорона здоров'я та соціальна допомога — 16,9 %, публічна адміністрація — 14,3 %, виробництво — 14,3 %.